# Ležiachov
Ležiachov este o comună slovacă, aflată în districtul Martin din regiunea Žilina. Localitatea se află la altitudinea de 439 m deasupra n.m., se întinde pe o suprafață de 4,23 km2 și în 2017 număra 160 de locuitori. Se învecinează cu comuna Slovany.

## Istoric
Localitatea Ležiachov este atestată documentar din 1252.

## Demografie
| An:                | 1994 | 2004   | 2014   | 2024   |
| ------------------ | ---- | ------ | ------ | ------ |
| Număr de persoane: | 136  | 144    | 158    | 164    |
| Diferență:         |      | +5,88% | +9,72% | +3,79% |

| An:                | 2023 | 2024   |
| ------------------ | ---- | ------ |
| Număr de persoane: | 168  | 164    |
| Diferență:         |      | −2,38% |